# Smrt in pogreb Kima Džong-ila
19. decembra 2011 so severnokorejske državne televizije poročale o novici, da je severnokorejski voditelj Kim Džong-il umrl. Voditelj Ri Čun-hee je sporočil, da je 17. decembra ob 8.32 umrl zaradi hudega srčnega napada med potovanjem z vlakom na območje zunaj Pjongjanga. Poročali so, da je bil Kim na zdravljenju zaradi bolezni srca in ožilja. Med potovanjem naj bi ga doletel »hud akutni miokardni infarkt z resnim srčnim šokom«.
Njegov sin Kim Džong-un je bil v isti oddaji objavljen za naslednjega voditelja Severne Koreje z naslovom "Veliki naslednik". Džong-ilov pogreb je bil 28. decembra v Pjongjangu, obdobje žalovanja pa je trajalo do naslednjega dne.

## Bolezen in smrt
Severnokorejski državni mediji so o smrti 70-letnega Kim Džong-ila poročali šele 51 ur pozneje, očitno zaradi političnega šaljivstva in razprav, ki so obkrožali uradno različico zapuščine Džong-ila, pa tudi zaradi dogovora o članstvu v pogrebnem odboru Kim Džong-il. Zjutraj 19. decembra so bile vse delovne enote, šole, vladne agencije in vojaško osebje obveščene o pomembni napovedi, ki bo potekala opoldne. Opoldne je voditelj novic korejske centralne televizije Ri Čun-hee, oblečen v črna tradicionalna korejska oblačila, šokirani državi sporočil smrt Kim Džong-ila. Bila je dolgoletna napovedovalka številnih pomembnih novic v času, ko je bil vrhovni vodja, in je bila del oddajne ekipe, ki je leta 1994 pokrivala državni pogreb Kim Il-sunga, pa tudi prijatelj pokojnega Čon Hjong-kjudža, Voditeljica novic KCTV, ki je napovedala smrt Kim Il-sunga pred 17 leti. Med objavo je bil objavljen portret nasmejane, idealizirane podobe Kim Džong-ila, ki nadaljuje tradicijo izdajanja uradnih posmrtnih portretov vrhovnih voditeljev Severne Koreje po njihovi smrti.
Po uradnem obvestilu je moški voditelj novic v obleki in črni kravati objavil celoten odbor za pogreb Kim Džong-ila po vrstnem redu lestvic, ki so jih določile oblasti. Odbor je imel 233 imen; Kim Džong-un je bil uvrščen na prvo mesto. 
Južnokorejski mediji pa so decembra 2012 poročali, da je umrl v besu zaradi gradbenih napak v ključnem projektu elektrarne v Huichonu v provinci Chagang.

## Pogreb
Severna Koreja je napovedala 232-članski odbor za pogreb, ki ga je vodil Kim Džong-un, ki je načrtoval in nadzoroval Džong-ilov pogreb, ki je potekal 28. decembra. Opazovalci verjamejo, da vrstni red imen na seznamu kaže na uvrstitve posameznikov v režimski strukturi moči, položaj Kim Džong-una pa je še en znak, da je njegov naslednik kot vrhovni vodja. Po besedah Kim Keun-sika z univerze Kyungnam je "seznam v vrstnem redu članov stalnega odbora Politbiroja, nato članov in kandidatov. To kaže, da bo stranka močnejša od vojske", ker je Kim Džong-ilov svak Džang Song-taek ali O Kuk-rjol, podpredsednik Nacionalne obrambne komisije, sta navedena spodaj. 

Nacionalni odbor za pogreb je 19. decembra 2011 objavil naslednje podrobnosti:
[Nacionalni odbor za pogreb] obvešča, da se je odločil na naslednji način, da lahko celotna stranka, vojska in ljudje izrazijo najgloblje obžalovanje zaradi smrti voditelja Kim Džong-ila in mu globoko žalijo:
Njegovo pristanišče bo postavljeno v spominski palači Kumsusan. Žalovanje bo določeno od 17. do 29. decembra, junija 100 (2011), žalujoče pa bodo sprejeli od 20. do 27. decembra. V Pjongjangu bodo slovesno opravili slovesnost 28. decembra, 29. decembra bo v Pjongjangu in na provincialnih sedežih, ki bodo sovpadali z državno spominsko slovesnostjo v Pjongjangu, državna spominska slovesnost za Kim Džong-ila. in vse lokomotive in ladje bodo naenkrat pihale v sirene. Vse institucije in podjetja po vsej državi bodo v času žalovanja priredile žalne prireditve, vse pokrajine, mesta in okrožja pa bodo organizirali spominske slovesnosti, ki bodo sovpadale z državno spominsko slovesnostjo v Pjongjangu. Ustanove in podjetja bodo dvignili zastave na pol jambora in glasbene in vse druge zabave bodo vzdržane. Tujih žalnih delegacij ne bodo sprejemali.

- Korejska centralna tiskovna agencija, 19. decembra 2011. 
Pogreb je bil 29. decembra 2011, udeležilo se ga je milijon ljudi iz vse države.